# Albatros L.69
L'Albatros L.69 est un avion d'entraînement allemand de l'entre-deux-guerres.
Biplace en tandem, ce monoplan parasol à train classique fixe fut dessiné par R. Schubert. Quatre exemplaires ont été construits sous deux motorisations.

## Les versions
- Albatros L.69 : Deux exemplaires construits avec un moteur Bristol Lucifer. Le prototype [D-679] remporta le Tour aérien de Saxe en catégorie D, aux mains de Kurt Ungewitter, pilote d’essais d’Albatros. Les deux exemplaires gagnèrent ensuite Lipetsk.
- Albatros L.69a : Deux autres exemplaires furent construits en 1927 avec moteur Siemens Sh 12, Kurt Ungewitter se tuant à bord de l'un d'eux en 1927.